# Setagaya, Tokyo
Setagaya (世田谷区) là một trong 23 khu đặc biệt của Tokyo. Đây là khu có dân số lớn nhất và diện tích lớn thứ hai trong tổng số 23 quận đặc biệt ở Tokyo.

## Địa lý
Setagaya nằm ở góc tây nam của 23 khu đặc biệt. Sông Tama chia tách từ tỉnh Kanagawa. Nhiều đường sắt mở rộng từ trung tâm của Tokyo, đi qua Setagaya.